# 吉田拓郎 LIVE 2016
『吉田拓郎 LIVE 2016』（よしだたくろうライブ2016）は、2016年10月27日にパシフィコ横浜国立大ホールで行われた吉田拓郎のライブを収録した映像作品及びライブ・アルバムである。2017年2月8日にavex traxから発売された。

## 解説
首都圏ライブツアー「吉田拓郎 LIVE 2016」のパシフィコ横浜国立大ホール公演を収録した作品で、前作に続きBD、DVD、CD付きBD（初回版）、CD付きDVD（初回版）の4形態が発売された。
ライブ映像作品、ライブアルバムとしては2014年の『吉田拓郎 LIVE 2014』より約2年ぶりの新作となった。
2017年2月20日付のオリコン総合Blu-ray Discチャートで3位にランクイン。発売当時吉田は70歳10ヶ月であり、同BDチャートにランクインした日本人アーティストとしては最年長記録となった（当作が発売された2017年時点）。

## 収録曲

### BD・DVD

#### 本編
1. 春だったね
2. やせっぽちのブルース
3. マークⅡ
4. 落陽
5. アゲイン
6. 朝陽がサン
7. 消えていくもの
8. 唇をかみしめて
9. ジャスト・ア・RONIN
10. いつでも
11. BLOWIN' IN THE WIND
12. 君のスピードで
13. 白夜
14. 旅の宿
15. 全部だきしめて
16. いくつになっても happy birthday
17. 海を泳ぐ男
18. 僕達はそうやって生きてきた
19. 流星
20. ある雨の日の情景
21. Woo Baby
22. 悲しいのは
23. 人生を語らず

#### 特典映像
- 全部だきしめて 〜メンバー・インタビュー〜
- 「ぼくのあたらしい歌」Music Video （新曲）

### CD

#### Disc 1
1. 春だったね
2. やせっぽちのブルース
3. マークⅡ
4. 落陽
5. アゲイン
6. 朝陽がサン
7. 消えていくもの
8. 唇をかみしめて
9. ジャスト・ア・RONIN
10. いつでも

#### DISC 2
1. BLOWIN' IN THE WIND
2. 君のスピードで
3. 白夜
4. 旅の宿
5. 全部だきしめて
6. いくつになっても happy birthday
7. 海を泳ぐ男
8. 僕達はそうやって生きてきた
9. 流星
10. ある雨の日の情景
11. Woo Baby
12. 悲しいのは
13. 人生を語らず

## 参加ミュージシャン
- 武部聡志：Music Director/Arrange/Keyboard
- 鳥山雄司：Arrange/Guitar

- 河村“カースケ”智康：Drums
- 松原秀樹：Bass
- 渡辺格：Guitar
- 玉木正昭：Percussion
- 今井マサキ：Chorus
- 加藤いづみ：Chorus
- 土居康宏：Chorus
- 吉岡悠歩：Chorus

- 山中雅文：Manipulator
- 齋藤進三：Prompter